# کوکو (پرنده)
کوکو (به انگلیسی: Cuckoo) یک گروه از پرندگان و کوکویان (Cuculiade) یک تیره از پرندگان از راستهٔ کوکوسانان است.
کوکو از نظر اندازه جزء پرندگان متوسط و جزء حیوانات کوچک طبقه‌بندی می‌شود.
بسیاری از گونه‌های کوکو تخم خود را در آشیانهٔ پرندگان دیگر می‌گذارند تا پرندهٔ صاحب لانه، جوجه را بزرگ کند. کاری که جوجه‌گذاری انگلی نامیده می‌شود.
جوجه‌های کوکو به‌طور نارس از تخم درمی‌آیند و به محض بیرون آمدن از تخم، تخم‌های میزبان را بیرون می‌اندازند، بدین ترتیب پرندهٔ میزبان از او مانند جوجهٔ خود مراقبت می‌کند.
در واقع عملی که جوجهٔ کوکو انجام می‌دهد، کاملاً غریزی است و آن را از افراد دیگر گونه خود یادنگرفته است. این مطلب، پرندهٔ کوکو را به یکی از کلاسیک‌ترین و رایج‌ترین نمونه‌های رفتارشناسی تبدیل می‌کند و از این نظر بسیار مهم است.
کوکو دو جفت انگشت دارد که یک جفت آن به سمت جلو و جفت دیگر به سمت عقب قرار گرفته است. کوکوها تنها در دو فصل بهار و تابستان در ایران هستند. به هنگام زادآوری، روی شاخه‌های درختان نشسته و کلمهٔ کوکو را تکرار می‌کنند. در برخی از متونی که از زبان‌های دیگر به فارسی برگردانده شده‌اند، کلمهٔ کوکو به نادرستی فاخته ترجمه شده است. علت این اشتباه احتمالاً صدای مشابه این دو پرنده است که هر دو به صورت کوکو هستند. فاخته از خانوادهٔ کبوتریان و کوکو از خانوادهٔ کوکویان است. این دو پرنده با هم خویشاوندی ندارند.

## نگارخانه

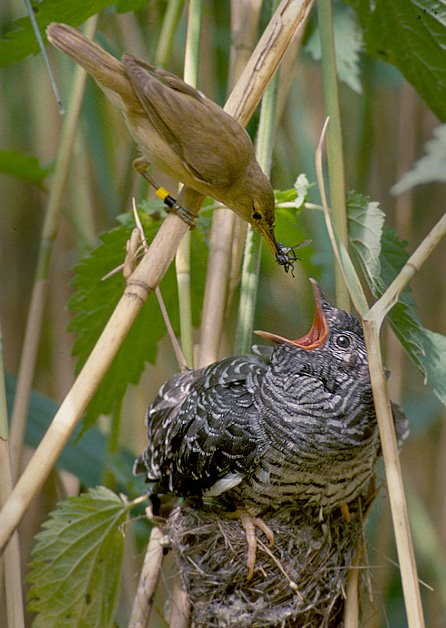
یک سسک نیزار در حال غذا دادن به جوجهٔ کوکوی معمولی
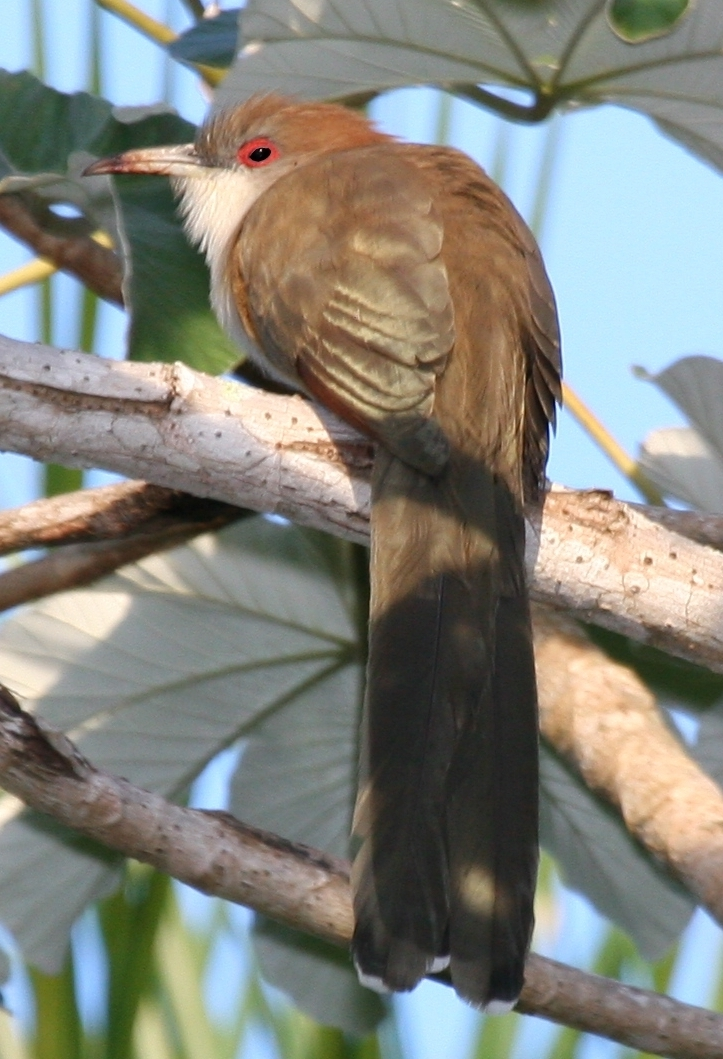
Coccyzus merlini
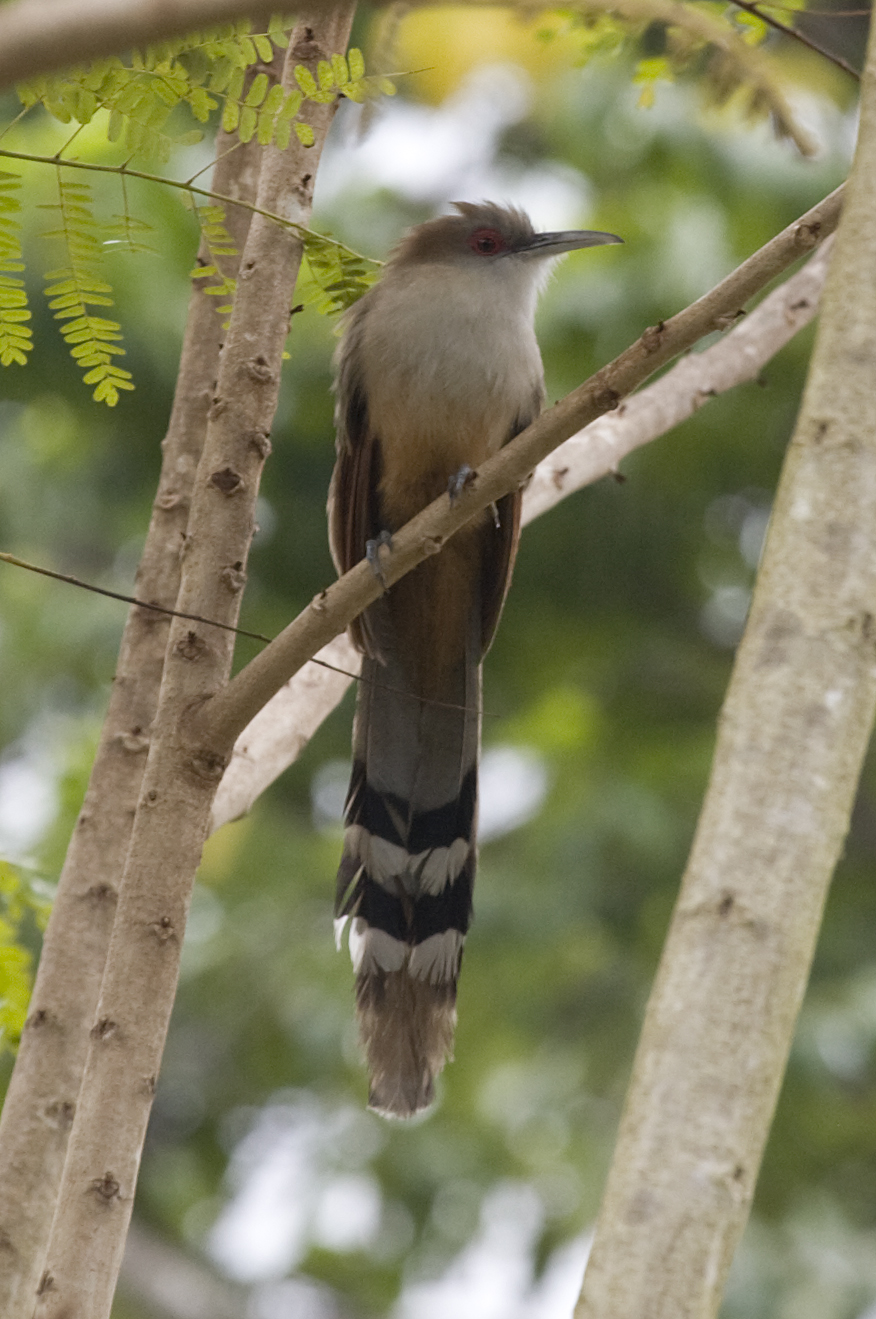
Coccyzus merlini
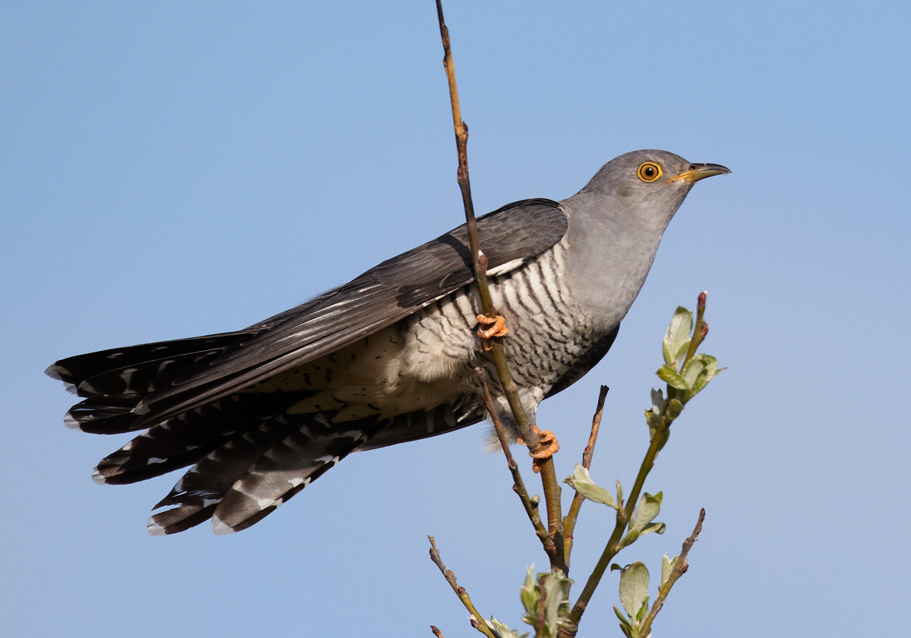
کوکوی معمولی
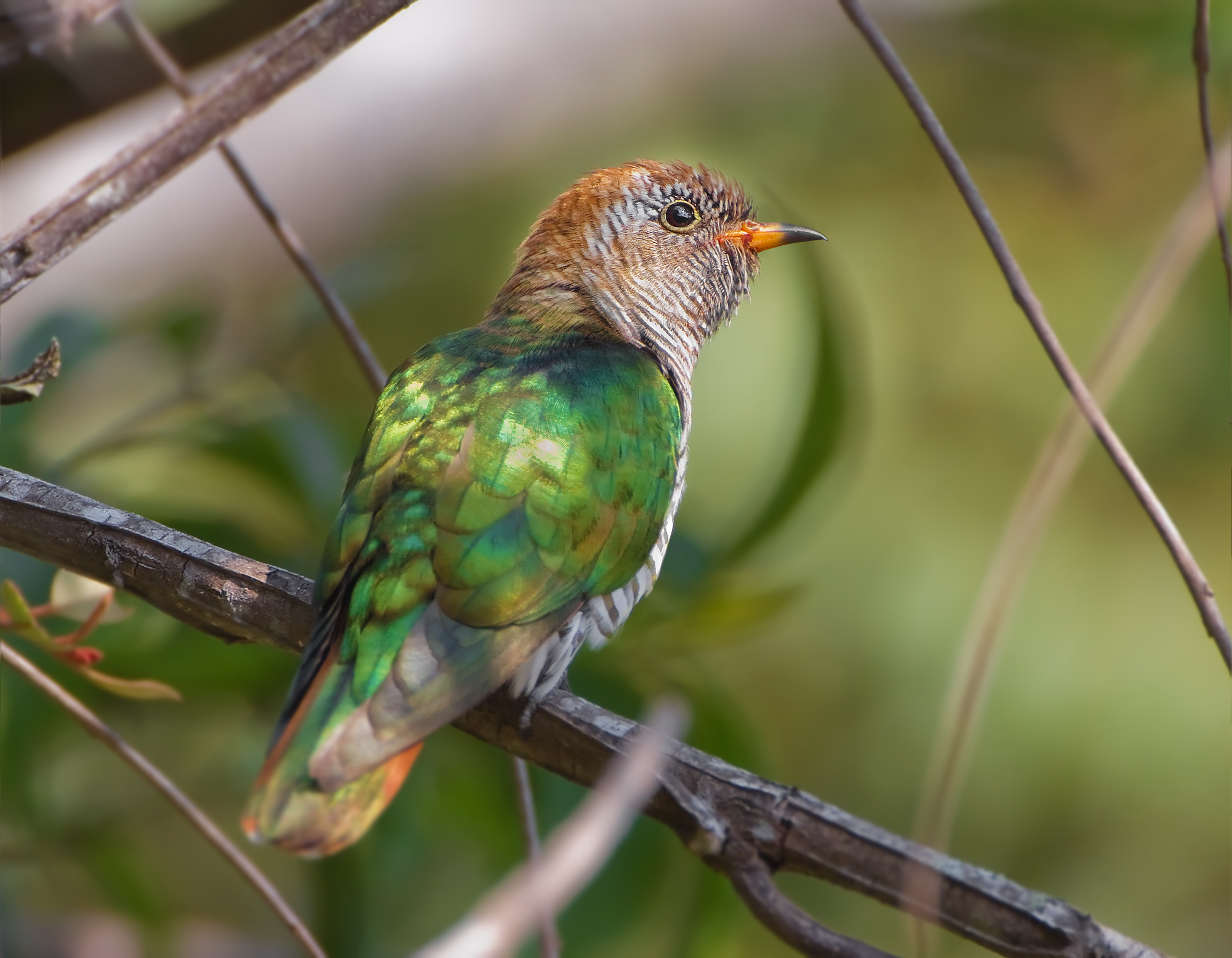
Chrysococcyx maculatus
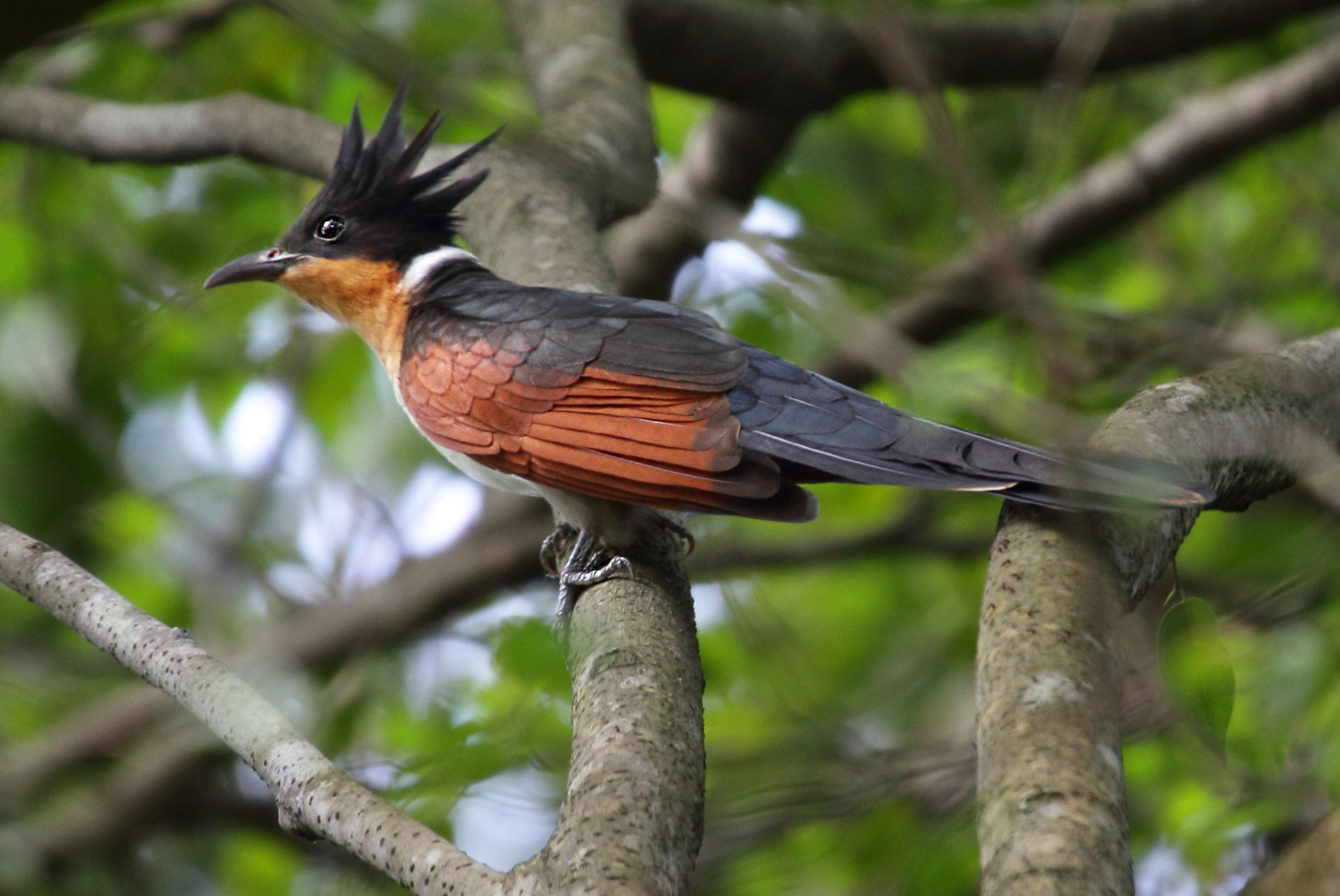
Clamator coromandus
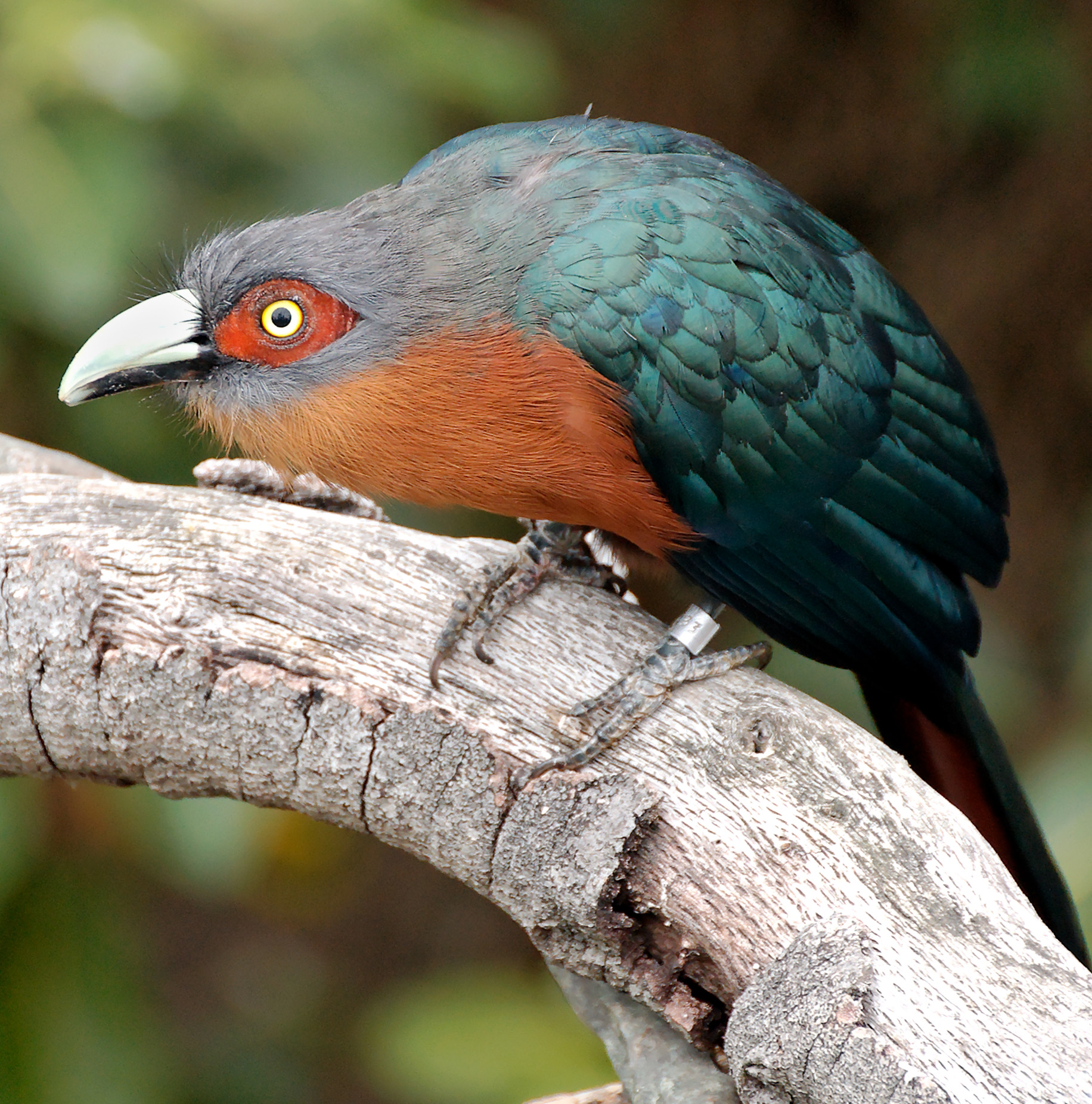
Phaenicophaeus curvirostris
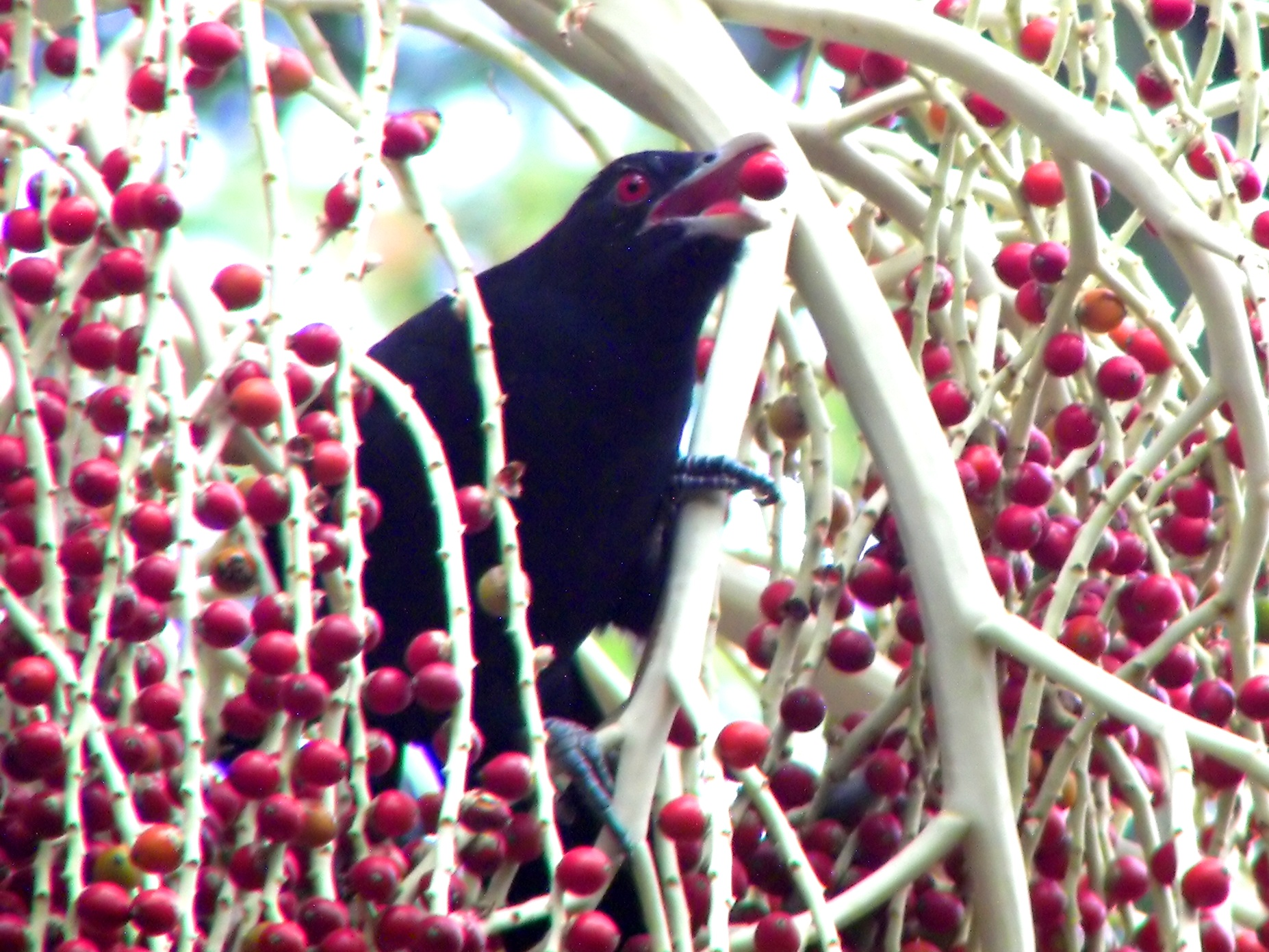
Eudynamys scolopaceus نر
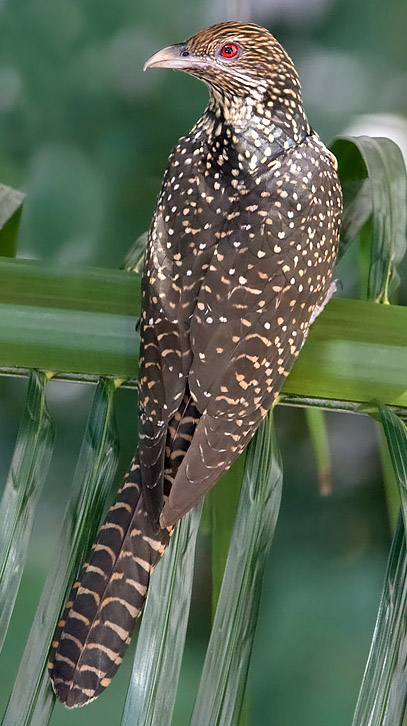
Eudynamys scolopaceus ماده